# 乔治·汤姆斯
喬治·艾倫·湯姆斯，第七代從男爵（英語：Sir George Alan Thomas, 7th Baronet，1881年6月14日—1972年7月23日），英國男子羽毛球、網球運動員和西洋棋國際大師，第一任國際羽毛球聯合會主席。
喬治·湯姆斯曾兩度獲得英國西洋棋冠軍、21次全英羽毛球公開賽冠軍，並且也曾在1911年的溫布頓網球公開賽男子單打晉級至八強、雙打也曾經在1907年和1912年晉級四強。當今的世界男子羽毛球團體錦標賽，就是以喬治·湯姆斯的名字命名為湯姆斯盃的，其地位相當於網球運動中的台維斯盃。湯姆斯的一生大部分在倫敦和戈達爾明度過，由於他從未結婚，因此世襲湯姆斯男爵頭銜便從此斷絕，而他優秀的體育精神也為後人所傳頌。

## 羽毛球

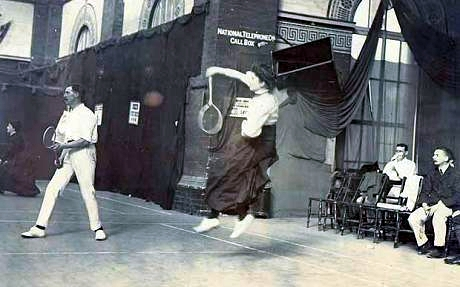
喬治·艾倫·湯姆斯與艾瑟兒·湯姆森·拉科姆正在進行羽毛球比賽，時為1905年

湯姆斯是在有著小世錦賽之稱的全英羽毛球公開錦標賽中獲得最多冠軍的運動員：他於1906年至1928年之間，在單打和雙打項目中獲得了21次冠軍，其中有4次在男子單打（在1920年至1923年連續奪冠）、9次在男子雙打以及8次在混合雙打。就算全英公開賽曾經在1915年至1919年第一次世界大戰期間停辦，他依然在戰爭結束後持續奪冠。

### 國際羽聯主席
他做為聯合創辦人於1934年創立了国际羽毛球联合会（英語：International Badminton Federation，IBF），即為現在世界羽球聯盟（英語：Badminton World Federation，BWF）的前身，並在1934年至1955年間擔任第一任主席。

### 創辦湯姆斯盃
受到1900年舉辦的網球台維斯盃和1930年舉辦的足球世界盃影響，喬治·湯姆斯因此有了組織一項以國家為單位的國際羽毛球團體賽事的想法。他的想法最終在1939年国际羽毛球联合会（IBF，現今BWF的前身）舉行的一次會議中被接受。同年，湯姆斯捐贈湯姆斯盃，獎盃上刻有「國際羽毛球錦標賽挑戰盃，Aktin 兄弟 製於倫敦」字樣，獎杯造價為40,000美金。獎杯高28英吋、寬16英吋，並包含三個部分：底座、碗狀結構、一名羽毛球運動員外型的人像。
湯姆斯盃的第一屆賽事原先計畫於1941-1942年舉行，但因為期間爆發第二次世界大戰而直到1948-1949年才真正實施，第一屆湯姆斯盃共有十個國家派出隊伍共襄盛舉。儘管湯姆斯盃起源於英國，但最佳成績僅英格蘭隊曾在1982年和1984年獲得過季軍。
1996年，喬治·艾倫·湯姆斯獲選為世界羽球聯盟名人堂創始成員。

## 西洋棋
喬治·湯姆斯在西洋棋領域的表現也非常優秀，他曾經於1923年和1934年兩度獲得英國西洋棋錦標賽冠軍。在1934/35年的海斯廷斯國際西洋棋大會，他擊敗了前任世界冠軍何塞·勞爾·卡帕布蘭卡和其後成為世界冠軍的米哈伊爾·莫伊謝耶維奇·博特溫尼克，最後與該年（1935年）成為西洋棋世界冠軍的馬克斯·尤偉和捷克斯洛伐克選手薩洛·弗魯爾並列第一。這次對弈，是卡帕布兰卡四年来首次在锦标赛中战败，也是六年多来首次执白棋。而在11年後，喬治·湯姆斯在一場位於黑斯廷斯的對弈中擊敗第三度成為世界冠軍的馬克斯·尤偉。
喬治·湯姆斯與英國國內的主要對手腓特烈·耶茨戰績較優（+13 –11 =13），對同樣來自英國的女子世界西洋棋冠軍維拉·明契克的戰績則較不理想（+7−8=7）。
湯姆斯與其他世界西洋棋菁英間的對戰成績亦較遜色，詳情如下：
- 伊曼紐·拉斯克（-1，不包含1896年表演賽）
- 何塞·勞爾·卡帕布蘭卡（+1−5=3）
- 亞歷山大·亞歷山德羅維奇·阿廖欣（−7=6）
- 葉菲姆·巴格寥夫（英语：Efim Bogoljubov） （−5=3）
- 馬克斯·尤偉（+1−9=2）
- 薩洛·弗魯爾（英语：Salo Flohr）（+2−9=4）
- 薩維利·塔塔科維（+3−9=10）
- 埃德加德·科爾（英语：Edgard Colle）（+1–9=8）
- 米哈伊爾·莫伊謝耶維奇·博特溫尼克（+1−1）
- 理查·雷蒂（英语：Richard Réti）（+3−3=1）
- 西格貝特·塔拉什（英语：Siegbert Tarrasch）（+1−1=3）
- 蓋薩·馬洛斯（英语：Géza Maróczy）（+3−1=5）

1950年，他獲頒世界西洋棋聯合會（FIDE）的國際大師（International Master）稱號。1952年，被授予國際仲裁者（International Arbiter）稱號。喬治·湯姆斯在69歲時退出西洋棋賽界。

## 著作
- 喬治·湯姆斯. . Home Farm Books. 2006. ISBN 9781406799804.
- 喬治·湯姆斯. . Read Books Ltd. 2016. ISBN 9781473356948.

## 外部連結
- （英文）. chessgames.com. （原始内容存档于2017-06-15）.

| 大不列顛從男爵爵位               | 大不列顛從男爵爵位                                 | 大不列顛從男爵爵位 |
| -------------------------------- | -------------------------------------------------- | ------------------ |
| 前任者： 喬治·西德尼·米德·湯姆斯 | 湯姆斯從男爵 · （ 英格兰 Yapton） · 1918年－1972年 | 絕嗣               |